# Bergflachs
Bergflachs (Thesium humile) ist eine Pflanzenart aus der Gattung Leinblatt (Thesium) innerhalb der Familie der Sandelholzgewächse (Santalaceae). Sie ist im Mittelmeerraum verbreitet.

## Beschreibung

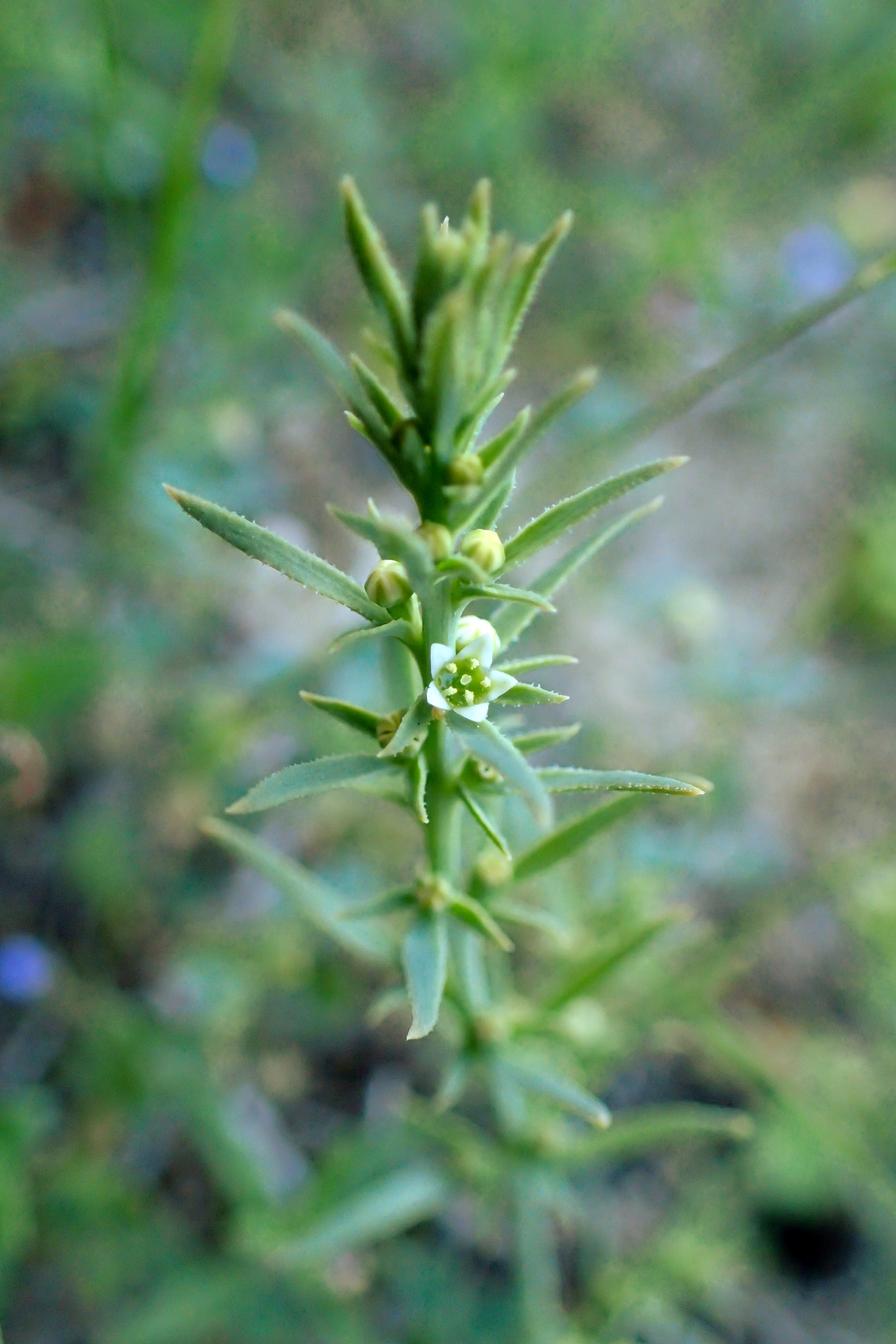
Laubblätter und Blüte

### Vegetative Merkmale
Der Bergflachs ist eine einjährige krautige Pflanze, die Wuchshöhen von 5 bis 20 Zentimetern erreicht. Er besitzt eine dünne Pfahlwurzel. Die einfachen Laubblätter sind linealisch, gezähnelt und fleischig.

### Generative Merkmale
Die Blütezeit reicht von März bis Mai. Die Teilblütenstände sind fast sitzend. Die zahlreichen Nüsse sind bis zu 6 Millimeter groß.
Die Chromosomenzahl beträgt 2n = 18.

## Ökologie
Der Bergflachs ist ein Schaft-Therophyt. Es ist ein Halbschmarotzer (Hemiparasiten), der die Wurzeln benachbarter Arten durch Haustorien anzapft.

## Vorkommen
Thesium humile ist im Mittelmeerraum verbreitet. Es gibt Fundortangaben für Marokko, Algerien, Libyen, Jordanien, Libanon, Syrien, Zypern, die Türkei, Belarus, Montenegro, Griechenland, die Iberische Halbinsel, Korsika und Italien. Die Vorkommen auf den Kanarischen Inseln sind nicht als ursprünglich bestätigt. Der Bergflachs wächst auf Brachland, Äckern, Phrygana und Dünen.

## Taxonomie
Die Erstveröffentlichung von Thesium humile erfolgte 1794 durch Martin Vahl in Symbolae botanicae, sive plantarum, tam earum, quas in itinere, imprimis orientali, collegit Petrus Forskål, quam aliarum, recentius detectarum, exactiores descriptiones, nec non observationes circa quasdam plantas dudum cognitas. Pars 3, S. 43.

## Belege